# Paulus Papius
Paulus Papius (* um 1560 in Iphofen; † 27. September 1607) war Sekretarius der Grafen zu Castell und damit oberster Verwaltungschef der Grafschaft. Als Verfasser der sogenannten Annalen (auch Chronik) der Grafschaft Castell gehört er neben Lorenz Fries zu den bedeutendsten fränkischen Geschichtsschreibern des 16. Jahrhunderts. 

## Leben
Paulus Papius wurde um das Jahr 1560 in der würzburgischen Amtsstadt Iphofen geboren. Die Familie gehörte zu den einflussreichsten Geschlechtern der Kleinstadt. So war der Großvater Hans Pfaff als Ratsmitglied in Iphofen nachweisbar. Er war darüber hinaus unter anderem auch als Siebener und Viertelmeister tätig. Der Vater Andreas Pfaff immatrikulierte sich im Sommersemester 1548 an der Universität Leipzig. Ab 1560 ist er als Ratsherr in Iphofen nachweisbar. Ein Jahr später bekleidete er das Amt des Baumeisters und kann 1564 und 1584 auch als Bürgermeister Iphofens nachgewiesen werden. Mit zunehmender Verfolgung der Lutheraner im Einflussbereich des Bischofs musste die Familie, die der neuen Lehre zuneigte, Iphofen im Jahr 1585 verlassen und lebte fortan in der protestantischen Nachbarstadt Mainbernheim. Die Mutter Barbara stammte ebenfalls aus Iphofen. Aus der Ehe gingen vier Söhne hervor, neben Paulus machte Andreas der Jüngere Karriere als Secretarius. Johann der Erstgeborene wurde Professor an der Universität Königsberg.
Erstmals tauchte der junge Paulus am 18. Oktober 1576 in den Quellen auf. Er immatrikulierte sich damals, mit wahrscheinlich cira 16 Jahren, an der württembergischen Universität Tübingen. Unklar sind die ersten beruflichen Stationen, die Papius nach dem Abschluss seines Studiums wahrnahm. Mit etwa 25 Jahren trat Papius am 30. Oktober 1585 in die Dienste der Grafen Heinrich und Georg zu Castell. Die beiden Grafen stellten ihm eine Vollmacht aus, um mit Gesandten des Würzburger Fürstbischofs über den Verkauf des sogenannten Seufertshofes. In diesen Verhandlungen dürfte Papius das Vertrauen seiner Auftraggeber gewonnen haben. Sie stellten ihn deshalb in der Folge dauerhaft als Sekretär in ihre Dienste. Als solcher war er der oberste Verwalter der Grafschaft, mit Befehlsgewalt über die Amtmänner und Schultheiße der Grafschaft Castell-Remlingen.
Für einige Jahre erhielt er außerdem die Oberaufsicht über den großen castell’schen Lehenhof und trat in der Folge mit den Lehenhöfen in Würzburg, Heidelberg und Fulda in Kontakt. Regelmäßig korrespondierte Papius mit den Vertretern der fränkischen Reichsritterschaft, einzelnen Rechtsanwälten der Reichsstädte Nürnberg, Schweinfurt, Schwäbisch Hall und Rothenburg ob der Tauber. Auch am Reichskammergericht in Speyer waren Papius mehrere Korrespondenzpartner zugeordnet. Papius vertrat die Grafen außerdem auf den Kreistagsverhandlungen in Nürnberg, Forchheim und anderswo. In den 1560er Jahren wurde Papius mit einem Jahresgehalt von 60 Gulden belohnt, das in zwei Chargen ausgezahlt wurde. Für die geleisteten Dienste 1595 erhielt Papius durch Graf Georg eine Option auf mehrere Lehen in Burgbernheim und Zimmern, die er schließlich 1597 auch empfing. Paulus Papius starb am 27. September 1607.

## Ehe und Nachkommen
Paulus Papius heiratete im Jahr 1590 die aus dem zur Grafschaft Castell-Rüdenhausen gehörenden Obereisenheim stammende Ursula Dietmann. Die Eheschließung wurde durch die Grafen finanziell sowie mit der Bezahlung der Spielleute unterstützt. Die Familie Dietmann stellte im Ort über mehrere Generationen Schultheißen, Amtmänner und Bürgermeister. Aus der Ehe gingen mindestens acht Kinder hervor. Der erstgeborene Sohn Wolfgang trat ebenfalls in Dienste der Grafen zu Castell, während sein jüngerer Bruder Johann Paul Papius in den 1630er Jahren zum lutherischen Pfarrer an der dortigen Pfarrkirche aufstieg. Nach dem Tod des Vaters erhielten die unmündigen Kinder den Bruder Andreas Papius als Vormund. 
- Wolfgang († 1644) ∞ Anna N. N., gräflicher Kammerdiener der Grafen zu Castell
- David (gen. 1613–1636), Hofmeister der Altheim in Oberungarn
- Johann Paul († 1640), Pfarrer in Obereisenheim
- Johann Leonhard (* ca. 1593; † Januar 1632)
- Magdalena Elisabeth
- Martha
- N. N. († 1607)
- Georg Konrad (* 27. März 1608, † Juni 1633), Student in Tübingen[3]

## Chronik
Als Hauptwerk des Paulus Papius muss die Chronik der Grafen zu Castell gelten, die heute im Fürstlich Castell’schen Archiv in Castell aufbewahrt wird. Diese wurde an der Wende vom 16. zum 17. Jahrhundert als handschriftlicher Text angelegt, Titel und Einteilung in Bücher oder Kapitel fehlen. Die Chronik orientiert sich an den Regierungszeiten der Grafen. Die Reinschrift wurde mit ausführlichen genealogischen Tafeln eingeleitet. Darauf sind die ersten acht Generationen der Grafen als fiktiv zu bezeichnen. Die Papius-Chronik weist eine Vielzahl an Quellen auf, die von antiken griechischen Autoren über spätantike christliche Literatur bis hin zu Zeitgenossen des 16. Jahrhunderts reicht. Immer wieder verweist Papius auch auf die theologischen Grundtexte des Luthertums. Mit dem Werk planten die Grafen ihre Güter und Rechte zu belegen und gleichzeitig diente die Chronik als Herrscherspiegel, in dem Beispiele guter und schlechter Regierung Aufnahme fanden. 
- Karl Borchardt, Jesko zu Dohna, Johannes Schellakowsky, Peter A. Süß (Hrsg.): Paulus Papius: Chronik der Grafen zu Castell (= Veröffentlichungen der Gesellschaft für fränkische Geschichte Reihe I: Fränkische Chroniken Bd. 8). Verlag PH. C. W. Schmidt, Neustadt an der Aisch 2023, ISBN 978-3-86652-008-0.